# Aridella nana
Aridella nana là một loài tò vò trong họ Ichneumonidae.